# Leôncio Vasconcelos
Leôncio de Aguiar Vasconcellos (Tianguá, 04 de junho de 1930 - Rio de Janeiro, 01 de novembro de 2000) foi um advogado, Promotor de Justiça, acadêmico, escritor e político brasileiro.

## Biografia
Ainda adolescente repetiu o caminho de tantos outros migrantes nordestinos: o sudeste do Brasil.
Chegando a esta Região, estabeleceu-se na Cidade do Rio de Janeiro, onde, com muita dedicação e sacrifício, trabalhava durante o dia e cursava a Faculdade Nacional de Direito (FND) da antiga Universidade do Brasil (atual UFRJ) à noite. Aluno e orador dos mais brilhantes, foi um dos mais destacados expoentes da festejada turma San Tiago Dantas, obtendo o bacharelado em Direito em 14 de dezembro de 1957.
A Carreira Jurídica
Depois de graduado, passou a lecionar Direito Processual Penal, especialmente junto ao Corpo Feminino de Defesa Social (Polícia Feminina) do Instituto de Estudos Sociais do Estado da Guanabara, e a militar na área criminal no Estado do Rio de Janeiro. Em 14 de fevereiro de 1963 foi empossado no cargo de Promotor de Justiça do Estado do Rio de Janeiro, exercendo esta função (especialmente nos respectivos Tribunais do Júri) nas Comarcas de Paraty, Miguel Pereira, Angra dos Reis, Teresópolis, Duque de Caxias, Vassouras, Valença, Mangaratiba, Barra Mansa e na própria Cidade do Rio de Janeiro.
Em 1968 se tornou Membro do Grupo de Estudos para o Planejamento e Implantação do Sistema Penitenciário do Estado do Rio de Janeiro, além de ser eleito Presidente do Conselho Superior da Associação do Ministério Público Fluminense, com mandato até 1970; em 1969 se tornou Membro Representante da Ordem dos Advogados do Brasil (OAB) junto às Comissões de Correição do Tribunal de Justiça do Estado da Guanabara; foi Conselheiro Federal da OAB de 1974 a 1978 e de 1980 a 1982; em 1976 foi Membro do Grupo de Trabalho instituído no sentido de examinar o sistema de vencimentos e vantagens dos Membros do Ministério Público do Novo Estado do Rio de Janeiro (Portaria n° 678/76, do então Procurador-Geral de Justiça); também em 1976 foi eleito Membro do Conselho Deliberativo da Associação do Ministério Público do Estado do Rio de Janeiro, com mandato até 1978; em 1978 foi eleito Vice-Presidente da Associação do Ministério Público do Estado do Rio de Janeiro (Amperj) e Secretário-Geral da Associação do Ministério Público do Brasil (da qual também era membro efetivo), ambos os cargos com mandato até 1980; em 1980 foi eleito Presidente da Amperj, com mandato até 1982; em 1982 foi eleito Conselheiro da Amperj, com mandato até 1984, quando foi reeleito para mandato até 1986 – além disso, foi eleito pela terceira vez em 1988, com mandato até 1990. 
Também foi Vice-Presidente da Associação dos Criminalistas do Brasil, Membro e Vice-Presidente da Comissão Municipal dos Festejos do Sesquicentenário da Independência do Brasil em Duque de Caxias e Membro Efetivo da Academia Duquecaxiense de Letras e Artes, do Pen-Club do Brasil, do Instituto dos Advogados Brasileiros (IAB) e da Association Internacionale de Droit Penal de Paris – grupo brasileiro, além de debatedor de temas jurídicos no programa “O Povo na TV”, no início da década de 1980 e de observador da Assembléia Nacional Constituinte, por designação do então Procurador-Geral de Justiça e da Amperj.
Por seu reconhecido mérito na função de Promotor de Justiça, foi elevado à condição de Procurador de Justiça da 1ª Câmara Criminal do antigo Tribunal de Alçada Criminal, onde permaneceu até se aposentar do Ministério Público Fluminense.
Em 1995 retomou suas atividades como advogado, com escritório no Centro da Cidade do Rio de Janeiro.
Durante toda a sua carreira jurídica participou das seguintes atividades de formação complementar:
1) Congresso Nacional de Polícia, em outubro de 1967;
2) I Congresso do Ministério Público Fluminense, em novembro de 1967;
3) Simpósio da OAB “A Polícia e a Sociedade Moderna”, debatendo o tema “A Polícia como Instituição Social e como Profissão”, em abril de 1972;
4) Membro Efetivo da VI Conferência da OAB, em outubro de 1975;
5) Expositor e debatedor do tema “O Ministério Público e a Advocacia Criminal”, em abril de 1976;
6) Membro Efetivo do I Encontro do Ministério Público, em outubro de 1976;
7) Membro Efetivo da VII Conferência da OAB, em maio de 1978;
8) Membro Efetivo da VIII Conferência da OAB, em maio de 1980;
9) I Concurso Jurídico Nacional do Ministério Público, em agosto de 1980;
10) I Encontro do Ministério Público Fluminense, em novembro de 1980;
11) Membro Efetivo da IX Conferência da OAB, em maio de 1982;
12) III Encontro do Ministério Público Fluminense, em dezembro de 1982; 
13) Participação da Corrida do Fogo Simbólico da Pátria, promovida pela Liga de Defesa Nacional, em 1984 e 1985;
14) Conferência na Escola Superior de Guerra (ESG) sobre o tema “O Quadro Social Brasileiro e seus Problemas: a Situação nas Cidades e no Campo”, em 1993;
15) Conferência sobre o Novo Estatuto dos Advogados, em agosto de 1994;
16) Curso de Direito Penal Econômico, promovido pela Association Internacionale de Droit Penal de Paris, em 1997;
17) Ciclo de Droit Comparé francês e brasileiro na Universidade de Paris, Pantheón Sorbonne, em 1997;
18) Membro Efetivo do III, IV e V Congressos do Ministério Público Fluminense;
19) Diplomação pelo Instituto Superior de Estudos Brasileiros (ISEB);
20) Palestra a estudantes de Miguel Pereira sobre o tema “A Comunidade”;
21) Palestra a estudantes de Duque de Caxias sobre o tema “Integração na Sociedade Moderna”.
A Carreira Política
Em 1982 elegeu-se Deputado Estadual pelo Partido Trabalhista Brasileiro (PTB). Durante o exercício do mandato ingressou no Partido Democrático Trabalhista (PDT – onde permaneceria pelo resto de sua carreira política), tendo sido conferencista do I Encontro de Secretários Municipais de Administração do Estado do Rio de Janeiro, em 1984. Por volta desta época, o então Governador Leonel de Moura Brizola o nomeou Secretário de Estado de Administração. Durante o exercício deste cargo participou dos Congressos de Secretários de Estado de Administração em Belo Horizonte, Fortaleza e Florianópolis.
Em 1986 disputou novamente o cargo de Deputado Estadual, ficando na posição de 1° Suplente – razão pela qual reassumiu o cargo em 1° de Janeiro de 1989. Neste ano teve reconhecida e destacada atuação na Assembléia Estadual Constituinte, que elaborou a atual Carta Magna do Estado.
Em 1990 assume a Secretaria de Governo da Cidade do Rio de Janeiro, na Administração Marcello Alencar. No mesmo ano elege-se novamente Deputado Estadual. Mais tarde, já no segundo Governo de Leonel de Moura Brizola, este nomeia Leôncio Secretário de Indústria, Comércio e Tecnologia do Estado do Rio de Janeiro.
Enquanto Deputado Estadual, exerceu os seguintes cargos e funções legislativas e partidárias:
1) Vice-Líder da bancada do PTB;
2) Membro Efetivo da Comissão de Constituição e Justiça da Câmara Estadual;
3) Vice-Líder da Constituinte Estadual;
4) Membro da Comissão Constitucional;
5) Presidente da Subcomissão Temática da Organização dos Poderes da Assembléia Legislativa do Estado do Rio de Janeiro;
6) Membro do Diretório Regional do PDT-RJ;
7) Presidente da Comissão de Cultura;
8) Membro da Comissão de Constituição e Justiça;
9) Membro da Comissão de Defesa do Consumidor;
10) Membro da Comissão de Servidores Públicos;
11) Membro da Comissão de Turismo e Desportos;
12) Membro da Comissão de Assuntos Municipais;
13) Membro da Comissão de Assuntos sobre a Mulher e o Menor;
14) Presidente da CPI para apurar supostas irregularidades ocorridas na autorização de funcionamento de um depósito de Fogos de Artifício e Munição (resolução n° 55-91);
15) Presidente da Comissão Interpartidária para Elaboração da Lei Complementar sobre Criação, Incorporação, Fusão e Desmembramento de Municípios;
16) Membro da Comissão de Normas Internas e Proposições Externas;
17) Membro Suplente da Comissão de Indicação Legislativa;
18) Membro da Comissão de Legislação Constitucional Complementar e Códigos;
19) Presidente da Comissão de Educação, Cultura e Desportos;
20) Membro Suplente da Comissão de Orçamento, Finanças e Tributação;
21) Representante da Assembléia Legislativa do Estado do Rio de Janeiro no Fórum Nacional de Segurança Pública, Violência e Criminalidade – a Questão do Sistema Penitenciário Brasileiro;
22) Presidente da Comissão de Servidores Públicos;
23) Vice-Presidente da Comissão de Constituição e Justiça;
24) Conselheiro do Instituto de Previdência da Assembléia Legislativa do Estado do Rio de Janeiro;
25) Relator da CPI sobre a apuração de responsabilidades a respeito do extermínio de crianças e adolescentes (resolução n° 14-91);
26) Vice-Líder da Bancada do PDT;
27) Líder da Bancada do PDT.
Trabalhos Publicados
1) Artigos jornalísticos:
1.1) “Desagregação Social” (jornal “Diário de Petrópolis”, em janeiro de 1991);
1.2) “Consciência Partidária” (jornal “O Dia”, em março de 1991);
1.3) “O Caos Universitário” (jornal “O Dia”, em setembro de 1991);
1.4) “Estadistas Precisam Pensar” (jornal “Tribuna da Imprensa”, em setembro de 1991);
1.5) “As Empresas Comunitárias” (jornal “O Dia”, em dezembro de 1991); 
1.6) “Vista Grossa à Imposição da Miséria no Brasil” (jornal “Tribuna da Imprensa”, em janeiro de 1992);
1.7) “O Primado do Direito” (“Jornal da Tijuca”, em fevereiro de 1992);
1.8) “Cientista Político: Absurdo e Devaneio” (jornal “Tribuna da Imprensa”, em abril de 1992);
1.9) “Cientista? Político” (“Jornal do Brasil”, em julho de 1992);
1.10) “A Impunidade e a Corrupção” (jornal “O Dia”, em julho de 1992);
1.11) “Estadista da Legalidade” (“Jornal do Commércio”, em outubro de 1992);
1.12) “Antes Burro do que Louco” (jornal “O Dia”, em dezembro de 1992);
1.13) “O Courrier” (“Jornal do Commércio”, em dezembro de 1994);
1.14) “O Voto Secreto” (jornal “O Globo”, em fevereiro de 1995);
1.15) “Legislação, Migração e Impasse” (“Jornal da Tijuca” e “Diário de Petrópolis”);
1.16) “Apenas Contestando” (“Jornal da Tijuca”);
1.17) Outros artigos de natureza literária e política, publicados no jornal “Última Hora” e no “Jornal do Commércio”.
2) Publicações legislativas:
2.1) Discursos proferidos e publicados, em agosto de 1975, nos anais da Assembléia Legislativa do Novo Estado do Rio de Janeiro, por ocasião do encontro com os então novos Deputados Estaduais Constituintes;
2.2) Discursos proferidos e publicados, durante seus três mandatos como Deputado Estadual, nos anais da Assembléia Legislativa do Estado do Rio de Janeiro;
2.3) Autor do boletim “Senhor Presidente, pela Ordem”, edição própria, 1991;
2.4) Divulgação, pelo jornal “Momento Legislativo”, em dezembro de 1991, da instituição do “Dia da Comunidade Cearense”, cuja autoria foi sua;
2.5) Presidente da Comissão de Redação, em 1992;
2.6) Autor do boletim “O Direito do Consumidor ao seu Alcance”, edição própria.
3) Livros:
3.1) “O Batismo das Armas do Golfo. E a Paz?”, Editora MEC, 1991;
3.2) Livro de poesias “Teus Olhos”, Editora Horizonte, 1997.
O Reconhecimento Público
Como reconhecimento por suas notáveis atividades jurídicas e parlamentares, foi agraciado com as seguintes honrarias:
1) A Câmara Municipal de Miguel Pereira, em 15 de janeiro de 1976, aprovou Lei que dá o nome de “Rua Promotor Leôncio de Aguiar Vasconcellos” a uma de suas vias públicas;
2) Título de Cidadão Honorário da Cidade de Duque de Caxias, conferido pela Câmara Municipal, em 1977;
3) Diploma, conferido em maio de 1984, de reconhecimento pelos relevantes serviços prestados ao Corpo de Bombeiros;
4) Diploma e título de “Amigo do Servidor”, conferidos pela Associação dos Servidores Civis do Brasil – Rio de Janeiro, em 1985;
5) Colar do Mérito Judiciário, conferido pelo Tribunal de Justiça do Estado do Rio de Janeiro, em 1990; 
6) Medalha da Amizade, conferida pelo Conselho Superior da Polícia Civil, em 1990;
7) Colar do Mérito do Ministério Público, conferido pelo Governo do Estado do Rio de Janeiro, em 1991;
8) Medalha do Mérito Penitenciário, conferida pela Secretaria de Estado de Justiça, em 1991;
9) Medalha Cidade das Rosas, conferida pela Câmara Municipal da Cidade de Miguel Pereira, em 1991;
10) Medalha do Mérito Municipal, conferida pela Câmara Municipal da Cidade de Miguel Pereira, em 1991;
11) Moção Aplausos, conferida pela Câmara Municipal de Bom Jardim, em 1991;
12) Comenda no Grau Grande Oficial, conferida pelo Clube Municipal (Conselho da Ordem do Mérito), em 1991;
13) Reconhecimento, pela Faculdade Maria Thereza, em Niterói, da condição de destaque parlamentar, em 1992;
14) Troféu Gourmet Rio – destaque de 1993 – conferido pelo Sindicato dos Hotéis, Restaurantes, Bares e Similares do Município do Rio de Janeiro;
15) Medalha Plácido de Castro, conferida pelo então Ministro da Educação, por meio da Comissão nacional do Centenário de Plácido de Castro;
16) Medalha Comemorativa do Sesquicentenário do Nascimento do Marechal Emílio Luiz Mallet, patrono da Artilharia do Exército Brasileiro;
17) Medalha Lyrio Coelho, da Polícia Civil;
18) Medalha de Mérito da FESP;
19) Medalha e Diploma conferidos pela Associação de Magistrados do Estado do Rio de Janeiro;
20) Placa de Prata da FESP, pelos relevantes serviços prestados ao servidor público;
21) Placa de Prata dos Assistentes Jurídicos do Estado, pelos relevantes serviços prestados à categoria;
22) Retrato exposto na Galeria dos Advogados Criminalistas do I Tribunal do Júri da Comarca do Rio de Janeiro;
23) Retrato exposto na Galeria dos Advogados Criminalistas do II Tribunal do Júri da Comarca do Rio de Janeiro;
24) Retrato exposto na Galeria dos Promotores de Justiça do III Tribunal do Júri da Comarca do Rio de Janeiro;
25) Retrato exposto na Galeria dos Ex-Líderes da Bancada do PDT, localizada no Salão da Liderança do Palácio Tiradentes;
26) Título de Cidadão Honorário da Cidade de São João de Meriti, conferido pela Câmara Municipal;
27) Título de Cidadão Honorário da Cidade de Nilópolis, conferido pela Câmara Municipal;
28) Título de Cidadão Honorário da Cidade de Itaperuna – Troféu Dom Quixote;
29) Título de Cidadão Honorário da Cidade de Miguel Pereira, conferido pela Câmara Municipal;
30) Comenda Rosa de Ouro, conferida pela Municipalidade de Miguel Pereira, por relevantes serviços prestados ao Estado do Rio de Janeiro;
31) Título de Cidadão Honorário do Estado do Rio de Janeiro, conferido pela Assembléia Legislativa;
32) Diploma de Membro Efetivo do Instituto dos Centenários;
33) Diploma e Medalha ao Mérito, conferidos pelo então Tribunal de Alçada do Estado do Rio de Janeiro;
34) Diploma de Sócio Benemérito da Coligação dos Policiais Civis do Estado do Rio de Janeiro;
35) Troféu Amizade, conferido pela Municipalidade de Barra Mansa;
36) Troféu Galo de Ouro, conferido pelo Jornal “Entre Rios”;
37) A Biblioteca Pública do Município de Tianguá, onde nasceu, se chama “Biblioteca Leôncio de Aguiar Vasconcellos”;
38) Busto na Galeria dos Grandes Vultos do Ministério Público, localizada na entrada da sede do Ministério Público do Estado do Rio de Janeiro;
39) Homenagens recebidas em virtude da instituição do “Dia da Comunidade Cearense”;
40) Moção, conferida pela Assembléia Legislativa do Estado do Rio de Janeiro, louvando a publicação do livro de poesias “Teus Olhos”.
Faleceu em 01/11/2000. Deixou uma descendência de quatro filhos: Márcio, Déborah, Leôncio Filho e Isadôra. 